# Karoo-Langschnabellerche
Die Karoo-Langschnabellerche (Certhilauda subcoronata) ist eine Art aus der Familie der Lerchen, die im südwestlichen Teil Afrikas lebt.

## Verbreitung, Lebensraum, Bestand

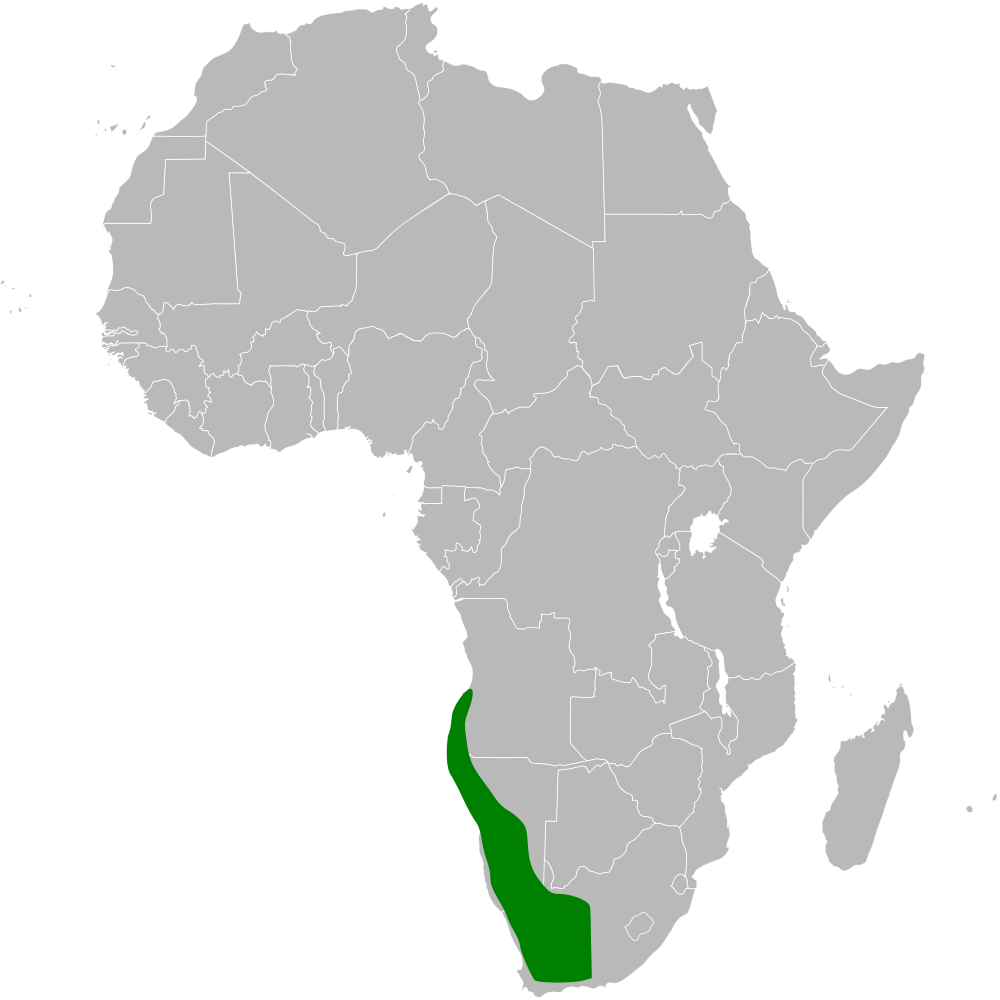
Verbreitungskarte der Karoo-Langschnabellerche

Ihr Verbreitungsgebiet geht von der Küste Angolas (nordwärts bis etwa Benguela) bis zur Südküste Südafrikas (ostwärts bis etwa Port Elizabeth) in einem nach Süden breiter werdenden Streifen.
Ihr natürliches Habitat sind trockene subtropische bis tropische Strauchlandschaften wie die der namensgebenden Halbwüste Karoo. Mit der Karoolerche hat sie nur die Verbreitung in einem Teil der Karoo gemein.
Die IUCN wertet die Gefährdungssituation dieser Art in der Roten Liste als nicht gefährdet (LC).

## Merkmale, Gesang
Wie die übrigen Vertreter der Gattung Certhilauda hat auch diese Lerche einen dünnen, langen und leicht abwärts gebogenen Schnabel. Sie ist schlank, ihr Gefieder ist überwiegend braun, auf den Schultern mit einem leichten Rotstich. Die braunen Stellen sind teilweise fein gestrichelt, an den Flügeln eher breit gestreift. Die Unterseite ist rahmfarben und insbesondere an der Brust dunkel gepunktet. Am Kopf fallen ein dunkler Augenstreif und ein relativ breiter heller Überaugenstreif auf.
Es gibt wenige Verwechslungsmöglichkeiten, da sich das Verbreitungsgebiet kaum mit dem anderer Langschnabellerchen überschneidet und sonstige Lerchen in ihrem Verbreitungsgebiet kleiner sind und sowohl kürzere Schnäbel als auch kürzere Beine besitzen.
Der Gesang besteht entweder aus einem langsam, fast zwei Sekunden lang abfallenden Ton, der etwa eine Sexte umfasst und alle sechs bis zwölf Sekunden wiederholt wird, aus einer ähnlich langen im Prinzip diesem Klang folgenden melodischen Kadenz, die aus zwei bis drei Teilen besteht, die jeweils eine kurze auftaktig klingende Aufwärtsbewegung mit einer längeren Abwärtsbewegung verbinden oder aus einer Kombination dieser beiden Lautäußerungen.

## Lebensweise
Diese Lerche läuft zur Futtersuche rasch am Boden der Savannenlandschaft umher, um dann plötzlich im Boden oder an einem Busch pickend wirbellose Beutetiere aufzunehmen. Das Männchen singt entweder vom Boden aus oder es fliegt erst stumm am Boden entlang, steigt dann zehn bis fünfzehn Meter in die Höhe und beginnt mit dem Singen erst im steilen Abwärtsflug mit angelegten Flügeln.

## Fortpflanzung
Der Beginn der Brutzeit variiert regional und setzt in südlicheren Regionen früher ein als weiter nördlich. Das Nest wird in einer flachen Vertiefung am Fuß eines Busches oder Felsens errichtet und besteht aus Zweigen und Wurzeln, ausgekleidet mit weichen Teilen von Wollkopf-Pflanzen. In einigen Fällen wird offenbar die überhängende Vegetation zu einem schützenden Baldachin arrangiert. Der Bau des Nests wird scheinbar nur vom Männchen übernommen. Die Gelegegröße liegt bei zwei, seltener auch drei Eiern mit einer Größe von circa 23 × 16 mm. Sie sind cremefarben mit rötlichen und lila-braunen Markierungen, die vor allem am unteren Ende konzentriert sind. Die Dauer der Inkubation und der Nestlingsphase sind unbekannt. Die Versorgung der Jungvögel wird von beiden Elternteilen übernommen und setzt sich auch nach dem Flüggewerden noch für einige Zeit fort.

## Unterarten
Es werden vier Unterarten unterschieden:
- Damara-Langschnabellerche (C. s. damarensis (Sharpe, 1904)) – Galt früher als eigene Art in der Gattung Alaemon; zentrales Namibia
- Gordonia Langschnabellerche (C. s. bradshawi (Sharpe, 1904)) – Galt früher ebenfalls als eigene Art in der Gattung Alaemon; südliches Namibia und nordwestliches Südafrika.
- C. s. subcoronata Smith, 1843 – westliches bis zentrales Südafrika
- C. s. gilli Roberts, 1936 – südliches Südafrika